# Джини бег
Джини бег (на албански: Gjini Beg и Tërpeznica, на македонска литературна норма: Џини Бег) е връх в планината Шар, разположена на границата между Северна Македония и Косово. По надморска височина – 2610 m, той е седми в Шар планина и девети в Северна Македония. С трапецовидна форма, Джини бег е възприеман като един от най-красивите върхове.
Джини бег е възлов връх. От него в североизточна посока се отделя най-значимото отклонение от главното планинско било – Рудока. Най-високите върхове на планината не са на главното ѝ било, а именно на Рудока: върховете Титов връх (2747 m), Малък Турчин (2702 m) и Бакардан, означаващо качамак на влашки (2700 m). От Джини бег главното било продължава на юг и частта му до връх Дормион също е включвана като част от Рудока. Най-карстовият район на Шар планина, с алпийски вид, е районът на Рудока.
От северните склонове на Джини бег тръгва река Пена (Тетовска Бистрица), чиято клисура е една от най-забележителните и дълбоки клисури в Северна Македония.  